# Ooencyrtus tricolor
Ooencyrtus tricolor är en stekelart som först beskrevs av Girault 1915.  Ooencyrtus tricolor ingår i släktet Ooencyrtus och familjen sköldlussteklar. Inga underarter finns listade i Catalogue of Life.